# Theodore M. Davis
Theodore M. Davis (7. května 1838 – 23. února 1915) byl americký právník a obchodník. Proslavil se jako patron vykopávek v egyptském Údolí králů mezi lety 1902 a 1913.

## Život
Theodore Montgomery Davis se narodil ve Springfieldu ve státě New York 7. května 1838. Usadil se v Iowa City, kde se kvalifikoval jako právník, později se přestěhoval do Washingtonu D.C., a poté do New Yorku. Poté, co zbohatl, se v roce 1882 přestěhoval do Newportu na Rhode Islandu, kde si na Ocean Avenue postavil sídlo známé jako Útes („The Reef“), později jako Zvony („The Bells“).
Přestože byl ženatý, měl Davis od roku 1887 až do své smrti neskrývanou milenku Emmu Andrewsovou, sestřenici své manželky Annie. Zimy trávil v Evropě a na vykopávkách v Egyptě (od roku 1900). V zimě roku 1915 neodjel ze zdravotních důvodů do Egypta a místo toho si pronajal floridský dům Williama Jenningse Bryana, tehdejšího ministra zahraničí. Zemřel tam 23. února 1915 ve věku 76 let. Svou soukromou sbírku egyptských artefaktů včetně tzv. Davisovy Madony odkázal Metropolitnímu muzeu umění. Během tohoto období prováděl vykopávky jeho jménem generální inspektor starožitností pro Horní Egypt (1902-4 Howard Carter a 1904-5 James E. Quibell).
V roce 1905 Arthur Weigall, jako nový generální inspektor, přesvědčil Davise, aby podepsal novou koncesi na práci v Údolí králů a zaměstnal svého vlastního archeologa. Za těchto nových podmínek prováděli vykopávky Edward R. Ayrton (1905-1908), E. Harold Jones (1908-1911) a Harry Burton (1912-1914). V roce 1913 byl Davis přesvědčen, že buď KV54 (Tutanchamonova balzamovací komnata) nebo KV57 (Haremhebova hrobka) byly ve skutečnosti hrobkou krále Tutanchamona. Ve zprávě z roku 1912 The Tombs of Harmhabi and Touatânkhamanou, která se týkala nálezů ze sezóny 1908, uvedl: „Obávám se, že Údolí hrobek je nyní zcela prozkoumáno." Koncese pak přešla na lorda Carnarvona.
Vykopávky prováděné pod Davisovým patronátem patří k nejvýznamnějším, jaké kdy byly v Údolí králů provedeny. V průběhu 12 let bylo objeveno jeho jménem asi 30 hrobek, nejznámější z nich jsou KV46 (hrobka Juji a Tuji, rodičů královny Teje), KV55 (z amarnského období), KV57 (Haremhebova hrobka) a KV54 (Tutanchamonova balzamovací komnata). Většina objevených předmětů putovala do Káhirského muzea, kde byly vystaveny v galerii s názvem ‚Salle Theodore Davis‘ a další předměty byly odeslány Metropolitnímu muzeu umění a dalším americkým muzeím.

### Seznam objevů a vykopávek
Označení KV označuje hrobku v Údolí králů.
- 1902: KV45
- 1903: KV20, KV43, KV60
- 1905: KV2, KV19, KV22, KV46, KV47, KV53
- 1906: KV48, KV49, KV50, KV51, KV52
- 1907: KV10, KV54, KV55
- 1908: KV56, KV57
- 1909: KV58
- 1910: KV61
- 1912: KV3
- 1913: KV7

## V populární kultuře
Roli Davise v dokudramatu BBC Egypt (2005) hrál William Hope.
V minisérii Tutanchamon z roku 2016 ztvárnil Davise Anthony Higgins .
Davis a hrobka královny Tuji také vystupují na předním místě ve filmu The Ape Who Guards the Balance od Elizabeth Petersové, kde je zobrazen jako nemotorný diletant, který se více zajímá o objevování hrobek než o jejich vykopávání a ochranu nalezených artefaktů.
Také v románu "Aféra Tutanchamon", kterou napsal Christian Jacq o Howardu Carterovi, je Davis vylíčen jako nafoukaný bohatý amatér, který svým diletantstvím nadělal na památkách víc škody než užitku, takže se Carter obával, aby Tutanchamona Davis skutečně neobjevil a hrobku nezničil.